# Qualcomm Atheros
Qualcomm Atheros — компания-разработчик полупроводниковых микросхем для сетевых коммуникаций, частично — беспроводных чипсетов.
Atheros Communications, Inc. была основана в 1998 году экспертами в обработке сигналов из Стэнфордского университета, Калифорнийского университета в Беркли и частного бизнеса, она стала публичной компанией в 2004 году. Нынешним президентом и генеральным директором является Крэйг Барретт (англ. Craig H. Barratt).
5 января 2011 года было объявлено, что Qualcomm Incorporated согласилась поглотить компанию Atheros Communications, Inc. за оценочную стоимость в 3,5 млрд долларов США. Покупка была завершена 24 мая 2011 года, и Atheros стала подразделением Qualcomm, получив имя Qualcomm Atheros.
Чипсеты Atheros для стандарта IEEE 802.11 используются более чем 30 различными производителями беспроводных устройств, включая MikroTik, D-Link, Compex, Netgear, TP-Link и TRENDnet.

## Atheros и сообщество свободного ПО
В сообществе свободного программного обеспечения продукция Atheros известна закрытостью технической документации, не позволяющей разработчикам свободного программного обеспечения создавать открытые драйверы для беспроводных устройств Atheros без применения обратной разработки. В результате этого открытая поддержка для аппаратуры Atheros была довольно ограниченной. Однако существует несколько полностью свободных драйверов, созданных с использованием обратной разработки. Например, Рейк Флётер (нем. Reyk Floeter) исследовал модуль HAL драйвера ath из FreeBSD, и добавил полностью свободный драйвер устройств Atheros для OpenBSD. В дополнение к этому Ник Коссифидис (англ. Nick Kossifidis), участвующий в проекте MadWiFi, основываясь на работе Флётера, начал ветку madwifi-old-openhal в феврале 2006 г., чтобы создать свободный драйвер для Linux. Коссифидис провел более глубокое исследование в целях добавления поддержки большинства чипов ar5k и внес несколько улучшений в код. Его код стал драйвером для чипов Atheros ath5k, который теперь включен в ядро Linux.
Компания была неоднократно упомянута в песнях OpenBSD, повествующих о непрерывных работах по открытию несвободных устройств.
В июле 2008 г. компания Atheros решила сменить политику, наняла двух ключевых разработчиков Linux: Луиса Родригеса (исп. Luis Rodriguez) и Йоуни Малинена (фин. Jouni Malinen), выпустивших открытые драйверы для работы устройств 802.11n в Linux.. Atheros также опубликовала часть исходного кода их бинарного HAL под лицензией ISC в целях помощи сообществу в добавлении поддержки чипов Atheros 802.11a/802.11b/802.11g. Компания стала принимать активное участие в разработке драйвера ath9k для Linux, с поддержкой всех нынешних 802.11n чипсетов..

## Приобретения
В 2006 г. Atheros Communications поглотила компанию ZyDAS Technology из Синьчжу (Тайвань), специализирующуюся на USB WLAN. Из сотрудников поглощенной компании была сформирована основа штата Тайваньского центра разработки Atheros.
В конце 2006 г. Atheros купила компанию Attansic Technology (Тайвань), производившую чипы Ethernet, добавив проводные коммуникации в свой портфель и расширив штат в Азии.
В конце 2007 г. Atheros приобрела компанию u-Nav Microelectronics из Ирвайна (Калифорния), производившую чипы GPS.
В конце 2009 г. Atheros поглотила публичную компанию Intellon Corporation. С данным приобретением компания Atheros улучшила и расширила свой портфель сетевых технологий, включив технологию связи по ЛЭП, разработанную в Intellon.
В августе 2010 Atheros купила расположенную в Китае Opulan Technology. Это приобретение добавило технологию широкополосного доступа Ethernet PON к все более разнообразному портфелю сетевых технологий Atheros, а также значительно поддержало присутствие в Шанхае.
В январе 2011 компания Qualcomm вступила в Material Definitive Agreement с целью приобретения Atheros по цене 45 долларов США за акцию. Данное соглашение подлежало утверждению акционерами и другими органами надзора. В мае 2011 Qualcomm закончила приобретение Atheros Communications за 3,1 млрд долларов. Atheros теперь является дочерней компанией Qualcomm под именем Qualcomm Atheros.